# 支店
支店（してん、英語:Branch）とは、主に本社・本店から遠隔にある地域において、本店と同様の営業展開するために必要に応じて設置された事務所、オフィスのことをいう。商法の講学上は、複数の営業所が存在する場合、統括する拠点となる本店以外の拠点はすべて支店ということになる。

## 概要
支店は大都市や地方の中核都市に多く設置される。また主要な取引先の近くに特別に設置されることがある。企業の販売部門の地方拠点としてのみならず、直下の営業所、出張所、駐在所（駐在員事務所）などを統括するための管理部門を内包する。また本社所在地においても、営業機能を集中するために支店を置くことがある。
銀行をはじめとする金融機関では、支店は重要な営業施設である。いわゆる担当する地域ごとに支店を展開するほか、法人専門の支店を持つ場合がある。また、金融機関では各支店ごとに顧客の口座が開設され、顧客の取引では金融機関名と共に支店名を指定する。インターネットを用いた電子商取引が発達した現在では、電子決済を目的としたインターネット支店を開設していることもある。

### 支社と支店の違い
日本において、支店と支社に法律上の違いはない。会社法では商業登記上の「本店」でない拠点を全て支店と称することとなり、支社とは称しない。なお、どの拠点を支店としてを登記するかは各社の判断で決められ、全ての拠点を支店として登記する必要はない。
会社経営上の違いとしては、支店は顧客と相対して営業する店舗形態の場合に専ら用いられ、対して支社は自社のその他の拠点を束ねることに注力した形態に用いられる呼称である。

### 支社長と支店長の違い
支社長は地域全体を統括している支社のトップの役職であり、支社における取締役に該当する役職である。一方、支店長は支社が管轄している営業所・店舗のトップの役職であり、地域全体を統括する支社長に比べ管轄区域が狭いため権限も小さく、支店長には部長級・課長級の人材が充てられることが多い。

## 日本法における支店
日本法上、会社などの従たる営業所を支店という。
以下、会社法における支店について解説する。
支店の登記
支店の支配人の登記に関しては本店所在地での登記が必要となる（会社法第918条）。かつては支店所在地でも商号、本店所在地、支店所在地の登記が必要であったが、この支店所在地における登記は2022年（令和4年）9月1日に廃止された。
支店の設置・移転
取締役会設置会社では、支店設置・移転は取締役会の議決事項である（会社法第362条）。